# Jan Zhang Tianshen
Jan Zhang Tianshen (chiń. 張天申若望) (ur. 1805 w Jiashanlong, prowincja Kuejczou w Chinach, zm. 18 lutego 1862 w Kaiyang, prowincja Kuejczou) – święty Kościoła katolickiego, katechista, męczennik.

## Życiorys
Urodził się w Jiashanlong, przedmieściu Kaiyang, w biednej rodzinie. Już w młodym wieku musiał zarabiać na swoje utrzymanie pracą ciesielską. Jego żona zmarła młodo po urodzeniu trzech dzieci, a on ponownie ożenił się. W drugim małżeństwie miał w sumie 15 dzieci, ale przeżyły tylko dwie córki. Podczas wizyty w Kaiyang spotkał katechistę Tang, który opowiedział mu o wierze chrześcijańskiej. Będąc pod dużym wrażeniem, zdeterminowany przyjąć nową wiarę, poszedł szukać księdza. Po powrocie zabrał z domu wszystkie bożki i spalił je. Nauczał swoją żonę i dzieci wiary chrześcijańskiej. 18 stycznia 1862 został ochrzczony razem ze swoją żoną. W tym samym roku zarządca prowincji Kuejczou rozpoczął prześladowania religijne. Miejscowy sędzia, chcąc się przypodobać zarządcy, wydał rozkaz uwięzienia Jana Zhang Tianshen, Marcina Wu Xuesheng, Jana Chen Xianheng i ojca Jana Neel. Później również aresztowano Łucję Yi Zhenmei. Ponieważ nie wyrzekli się wiary, zostali skazani na śmierć. Jan Zhang został ścięty. Kilku odważnych wierzących zabrało ich ciała, żeby je pochować w seminarium w Liuchongguan. Ich głowy zostały powieszone na bramie miasta, jako ostrzeżenie dla chętnych do wyznawania chrześcijaństwa. W nocy kilku katolików zdjęło je w tajemnicy i pochowało w starym grobowcu biskupa Pai.

## Dzień wspomnienia
9 lipca w grupie 120 męczenników chińskich.

## Proces beatyfikacyjny i kanonizacyjny
Razem z Janem Neel, Łucją Yi Zhenmei, Marcinem Wu Xuesheng i Janem Chen Xianheng należy do grupy męczenników z Kuejczou. Zostali oni beatyfikowani 2 maja 1909 przez Piusa X. Kanonizowani w grupie 120 męczenników chińskich 1 października 2000 przez Jana Pawła II.